# Tim et Eric, le film qui valait un milliard

Tim et Eric, le film qui valait un milliard (Tim and Eric's Billion Dollar Movie) est un film comique américain coécrit, co-réalisé et co-produit par le duo Tim & Eric (Tim Heidecker et Eric Wareheim) sorti le 27 janvier 2012 sur internet, et le 2 mars 2012 en salles.
Le film met en vedette Tim et Eric, ainsi qu'un casting incluant Zach Galifianakis, Will Ferrell, John C. Reilly, Ray Wise, Twink Caplan, Robert Loggia et Will Forte.
Après avoir gaspillé leur budget d'un milliard de dollars pour un court-métrage, Heidecker et Wareheim essaient de rembourser l'argent en rouvrant un centre commercial abandonné.

## Synopsis
Tim Heidecker et Eric Wareheim sont deux cinéastes recevant un milliard de dollars de la part de Tommy Schlaaang et de la Schlaaang Corporation pour réaliser un film. Mais les deux hommes gaspillent tout le budget à réaliser « Bonjour, Diamond Jim », un film de trois minutes basé sur un poème de Jim Joe Kelly, « personal shopper et gourou », qu'ils ont payé 500 000 $ par semaine. Ajoutés à cela, les coûteux relookings, les déjeuners 10 services, le costume en vrais diamants de Diamond Jim, et le sosie de Johnny Depp qui l'incarne font qu'ils doivent quitter Los Angeles par peur d'être envoyés en prison ou d'être pourchassés par la Schlaaang Corp.
Après avoir vu une publicité dans les toilettes d'une boîte de nuit, Tim et Eric décident de rénover le S'Wallow Valley Mall de Damien Weebs, dans l'espoir de pouvoir rembourser leur dette d'un milliard de dollars. Alors qu'ils essayent de rénover le centre commercial, ils doivent faire face à des vagabonds comme l'homme-enfant Taquito, d'étranges magasins comme le Reggie's Used Toilet Paper Discount, littéralement « L'Entrepôt Discount de Papier toilette Usagé de Reggie » et un loup mangeur d'hommes qui traque l'aire de restauration.
Pendant leur séjour au centre commercial, Tim et Eric doivent aussi faire face à de nombreux défis, comme Allen Bishopman, propriétaire de magasin en colère qui « ne veut rien voir changer » ainsi que l'amour d'Eric pour Katie, une femme travaillant au centre commercial (Eric se masturbe compulsivement en pensant à elle). Pour cette raison, Tim empoisonne Eric et finit par coucher avec Katie, tandis qu'Eric va au Shrim Alternative Healing Center (« Centre de Soins Alternatifs du Shrim »), dirigé par le docteur Doone Struts afin de rechercher une "guérison spirituelle". Il est finalement placé dans une baignoire remplie de diarrhée par les fils du docteur dans le cadre de la "guérison spirituelle". Après cet événement, Eric surprend Tim couchant avec Katie puis se bat avec ce dernier. Après le duel, Eric s'excuse auprès de Tim d'avoir initié le combat et comprend pourquoi Tim a couché avec Katie.
Ils sont finalement découverts par la Schlaaang Corporation à cause d'Allen. Après une spectaculaire fusillade devant le centre commercial au cours de laquelle la plupart des personnages principaux sont tués, Tim et Eric parviennent à tuer les membres de la Schlaaang Corporation, et sont condamnés à mort pour meurtre.
Cependant, il est révélé que les événements précédents sont en fait un film que les deux présentaient à Steven Spielberg, qui le déclare comme étant le plus grand film jamais réalisé. Tim et Eric font ensuite la fête avec leurs partenaires d'Awesome Show, Great Job!.

## Fiche technique
Sauf mention contraire, cette fiche technique est établie à partir d'IMDb,.
- Titre original : Tim and Eric's Billion Dollar Movie
- Réalisation : Tim Heidecker, Eric Wareheim
- Scénario : Tim Heidecker, Eric Wareheim, Jonathan Krisel, Doug Lussenhop (en), Jon Mugar
- Direction artistique : Melanie Mandl
- Décors : Rosie Sanders
- Costumes : Diana Contreras-Gonzalez
- Photographie : Rachel Morrison
- Montage : Daniel Haworth, Doug Lussenhop (en)
- Musique : Davin Wood
- Casting : Susan Deming, James Levine, Clark Reinking
- Maquillage : Melanie Tooker
- Effets spéciaux : Wayne Beauchamp, Robert Dahlin
- Cascades : Thomas Dewier (coordinateur), Brett A. Jones (doublure de John C. Reilly), Steve Schriver (doublure de Tim Heidecker)
- Animation : Jason Porter
- Production : Ben Cosgrove, Mark Cuban, Darren Demetre, Will Ferrell, Tim Heidecker, Chris Henchy, Dave Kneebone (en), Adam McKay, Jon Mugar, Todd Wagner (en), Eric Wareheim, Shay Weiner
- Sociétés de production : 2929 Productions (en), Abso Lutely Productions (en), Bobby Weisman Caterers, Funny or Die, Gary Sanchez Productions
- Sociétés de distribution : Magnolia Pictures, Koch Media, Madman Entertainment
- Sociétés d'effets spéciaux : Atlantic West Effects, Gunslinger Digital
- Budget de production : 3 000 000 US$
- Pays d'origine :  États-Unis
- Langue : anglais
- Format : couleur - 1.78 : 1 - Dolby Digital
- Genres : comédie
- Durée : 93 minutes
- Dates de sortie :
  - États-Unis : 27 janvier 2012 (sur internet), 2 mars 2012 (en salles)[3]
  - Islande : 2 mars 2012
  - Royaume-Uni : 24 août 2012 (limité)
- Box-office :
  - États-Unis : 201 436 US$
  - Mondial : 223 580 US$

## Distribution
Sauf mention contraire, cette liste est établie à partir d'IMDb.
- Bill A. Jones : l'annonceur sérieux
- Jeff Goldblum : Chef Goldblum
- Bob Odenkirk : l'annonceur de Schlaaang
- Frank Slaten : le client du Super Seat
- Bob Ross : lui-même
- Ronnie Rodriguez : le sosie de Johnny Depp
- Nancy Stelle : une femme dans les rues de Paris
- Jean-Michel Richaud : le policier français
- Marilyn Porayko : la femme se faisant rédiger un procès-verbal
- Erica Durance : la serveuse française
- Tim Heidecker : lui-même
- Eric Wareheim : lui-même
- Robert Loggia : Tommy Schlaaang
- William Atherton : Earle Swinter
- Michael Gross : le narrateur
- Jon Baggio : Jason
- Kristopher Logan : le producteur du studio no 1
- Andy Earnest Spencer : le producteur du studio no 2
- Christopher Guckenberger : le producteur du studio no 3
- John Downey III : Cornell
- Mary Bly : La mère de Tim Heidecker
- Lillian Adams : La mère d'Eric Wareheim
- Jay Mawhinney : le barman
- Loki : le tatoueur
- Harry Elmayan : le livreur
- Tennessee Luke : lui-même
- Robert Axelrod : lui-même
- Ted Neubauer : un homme dans la rue
- Dena Roe : une femme dans la rue
- Twink Caplan : Katie
- Kimberly Ables Jindra : la femme qui accouche
- Kirk Diedrich : Roy
- Doug Foster : un client
- Matt O'Toole : Reggie
- Noah Spencer : Jeffrey
- Ray Wise : le docteur Doone Struts
- Sunshine Lee et Palmer Scott : les 2 dieux Shrim
- Mobin Khan : propriétaire de El Hat
- James Quall : lui-même
- Cole Carl Mangham, Zachariah James-Jadon Evans, Frunzik Ayvazyan Jr., Joshua Briscoe : les fils du docteur Doone Struts
- Todd Wagner : le clochard
- Gabriel Bartalos : le marionnettiste du loup
- Howie Slater : Steven Spielberg
- David Liebe Hart : lui-même
- Will Ferrell : Damien Weebs
- Will Forte : Allen Bishopman
- Zach Galifianakis : Jim Joe Kelly
- John C. Reilly : Taquito

## Production
Certaines parties du film sont tournées dans la vallée de Coachella, en Californie, et à Palm Springs, dans le centre commercial abandonné « Desert Fashion Plaza ». Tim et Eric prévoient initialement d'utiliser une ville tout entière, mais pour des raisons budgétaires, l'idée est réduite à un centre commercial. L'idée d'un centre commercial moribond vient du Monroeville Mall du célèbre film Zombie et du Hunt Valley Mall de Baltimore, ville natale d'Eric. Comme le centre commercial fictif, Hunt Valley a été réaménagé de fond en comble, excepté le fait que les allées intérieures ont été reconverties en extérieur et que sa « grande réouverture » a été une réussite. Il en est de même pour le Desert Fashion Plaza qui était en cours de démolition et réimaginé comme nouvelle « rue principale » au moment où le tournage commence, ce qui donne de l'authenticité au décor du film.
Avant la sortie du film, Tim et Eric lancent le « serment à un milliard de dollars » en demandant aux fans et aux célébrités de les soutenir en signant un document déclarant qu'ils ne téléchargeraient pas illégalement le film et qu'ils ne verraient pas non plus son film concurrent au box-office, Le Lorax. Les stars participant à la promesse vont des comédiens et acteurs Ben Stiller, Mark Proksch, Bob Odenkirk, Seth Green, Peter Serafinowicz, Todd Barry, Rashida Jones et autres, aux musiciens Weird Al Yankovic, Maynard James Keenan, Josh Groban, les Yeah Yeah Yeahs et Maroon 5.

## Accueil
Tim and Eric's Billion Dollar Movie reçoit des critiques allant de mitigées à négatives de la part des critiques lors de sa sortie originale. Le site web de classement des films Rotten Tomatoes qualifie le film de « pourri » (rotten), 36% des 76 critiques interrogés ayant donné des critiques positives. Variety émet une critique négative du film, estimant que Tim et Eric « torturent leur forme de sketchs volontairement ineptes et courts pour les transformer en long métrage... avec un rendement moins bon » et que « les fans de leur série diffusée sur Cartoon Network ou celles et ceux qui connaissent le duo simplement via YouTube trouveront probablement la version longue de leur comédie roulant au pathos et à la douleur difficile à digérer ». The Hollywood Reporter donne une critique négative au film, déclarant que « l'auditoire accordé sur la longueur d'onde bizarre de Tim & Eric trouvera beaucoup à rire dans la première moitié, mais une intrigue aussi mince ne peut pas supporter une comédie basée sur l'inconfort ». The A.V. Club attribue au film une note de B+, estimant que le film « semble réellement dangereux et transgressif : il fait d'aller beaucoup trop loin une vertu parce que les autres comédies ne vont pas assez loin ». Roger Ebert attribue au film une demi-étoile sur quatre et déclare qu'il est si mauvais qu'il ne pourrait même pas faire l'objet d'une critique méritant sa place dans ses livres rassemblant ses critiques de mauvais films.